# Eerste klasse 1929-30 (voetbal België)
Het seizoen 1929/30 van de Belgische Eerste Klasse begon in de zomer van 1929 en eindigde in de lente van 1930. Het was het 30e officieel seizoen van de hoogste Belgische voetbalklasse. De officiële benaming destijds was Division d'Honneur of Eere Afdeeling. De competitie telde 14 clubs.
RCS Brugeois pakte zijn derde landstitel, drie jaar na zijn vorige. De Brugse club werd eerste met één puntje voorsprong op uittredend landskampioen Antwerp FC.

## Gepromoveerde teams
Deze teams waren gepromoveerd uit de Tweede Klasse voor de start van het seizoen:
- RFC Brugeois (kampioen in Eerste Afdeeling)
- SC Anderlechtois (tweede in Eerste Afdeeling)

## Degraderende teams
Deze teams degradeerden naar Tweede Klasse op het eind van het seizoen:
- R. Racing Club de Bruxelles
- RRC de Gand

## Clubs
Volgende veertien clubs speelden in 1929/30 in Eerste Klasse. De nummers komen overeen met de plaats in de eindrangschikking:
| # kaart | Stam- nummer | Club                        | Plaats              | Stadion                                            | # seiz. 1e klasse |
| ------- | ------------ | --------------------------- | ------------------- | -------------------------------------------------- | ----------------- |
| 1       | 12           | RCS Brugeois                | Brugge              | Stade CS Brugeois                                  | 26e               |
| 2       | 1            | R. Antwerp FC               | Deurne, Antwerpen   | Bosuilstadion                                      | 29e               |
| 3       | 24           | RC Malines SR               | Mechelen            | Antwerpsesteenweg                                  | 12e               |
| 4       | 13           | R. Beerschot AC             | Antwerpen           | Olympisch Stadion                                  | 24e               |
| 5       | 35           | SC Anderlechtois            | Anderlecht          | Émile Verséstadion (nr 6 op kaartje)               | 6e                |
| 6       | 3            | RFC Brugeois                | Brugge              | De Klokke                                          | 27e               |
| 7       | 2            | Daring Club de Bruxelles SR | Sint-Jans-Molenbeek | Daringstadion (nr 5 op kaartje)                    | 22e               |
| 8       | 10           | Union Royale Saint-Gilloise | Vorst               | Joseph Marienstadion (Dudenpark) (nr 7 op kaartje) | 24e               |
| 9       | 30           | Liersche SK                 | Lier                | Lisperstadion                                      | 3e                |
| 10      | 16           | R. Standard Club Liège      | Luik                | Sclessin                                           | 14e               |
| 11      | 25           | RFC Malinois                | Mechelen            | Achter de Kazerne                                  | 5e                |
| 12      | 28           | Berchem Sport               | Berchem, Antwerpen  | Het Rooi                                           | 8e                |
| 13      | 6            | R. Racing Club de Bruxelles | Ukkel               | Stade du Vivier d'Oie (nr 10 op kaartje)           | 29e               |
| 14      | 11           | RRC de Gand                 | Gent                | Emmanuel Hielstadion                               | 15e               |

## Eindstand
|   |    |                             | P  | W  | G | V  | +  | -  | DS  | Ptn |
| - | -- | --------------------------- | -- | -- | - | -- | -- | -- | --- | --- |
| K | 1  | RCS Brugeois                | 26 | 16 | 5 | 5  | 52 | 32 | 20  | 37  |
|   | 2  | R. Antwerp FC               | 26 | 16 | 4 | 6  | 68 | 42 | 26  | 36  |
|   | 3  | RC Malines SR               | 26 | 14 | 3 | 9  | 49 | 39 | 10  | 31  |
|   | 4  | R. Beerschot AC             | 26 | 13 | 4 | 9  | 53 | 42 | 11  | 30  |
|   | 5  | SC Anderlechtois            | 26 | 13 | 2 | 11 | 52 | 44 | 8   | 28  |
|   | 6  | RFC Brugeois                | 26 | 10 | 7 | 9  | 51 | 47 | 4   | 27  |
|   | 7  | Daring Club de Bruxelles SR | 26 | 11 | 5 | 10 | 59 | 55 | 4   | 27  |
|   | 8  | Union Royale Saint-Gilloise | 26 | 10 | 6 | 10 | 64 | 65 | -1  | 26  |
|   | 9  | Liersche SK                 | 26 | 11 | 3 | 12 | 53 | 59 | -6  | 25  |
|   | 10 | R. Standard Club Liège      | 26 | 10 | 4 | 12 | 54 | 59 | -5  | 24  |
|   | 11 | RFC Malinois                | 26 | 9  | 3 | 14 | 55 | 56 | -1  | 21  |
|   | 12 | Berchem Sport               | 26 | 10 | 1 | 15 | 39 | 50 | -11 | 21  |
| D | 13 | R. Racing Club de Bruxelles | 26 | 7  | 4 | 15 | 33 | 63 | -30 | 18  |
| D | 14 | RRC de Gand                 | 26 | 4  | 5 | 17 | 34 | 63 | -29 | 13  |

P: wedstrijden gespeeld, W: wedstrijden gewonnen, G: gelijke spelen, V: wedstrijden verloren, +: gescoorde doelpunten, -: doelpunten tegen, DS: doelsaldo, Ptn: totaal punten
K: kampioen, D: degradatie

## Topscorers
| Scorer                | Goals | Team                        | Land   |
| --------------------- | ----- | --------------------------- | ------ |
| Pierre De Vidts       | 26    | Daring Club de Bruxelles SR | België |
| Guillaume Ulens       | 25    | R. Antwerp FC               | België |
| Raymond Desmedt       | 21    | Daring Club de Bruxelles SR | België |
| Bernard Voorhoof      | 20    | Liersche SK                 | België |
| Michel Vanderbauwhede | 18    | RCS Brugeois                | België |
| Edmond Moortgat       | 16    | RC Malines SR               | België |
| Charles Carnewal      | 16    | Union Royale Saint-Gilloise | België |
| Georges Mertens       | 16    | Union Royale Saint-Gilloise | België |
| Désiré Bourgeois      | 16    | RFC Malinois                | België |
| Gerard Delbeke        | 15    | RFC Brugeois                | België |

1895/96 · 1896/97 · 1897/98 · 1898/99 · 1899/00 · 1900/01 · 1901/02 · 1902/03 · 1903/04 · 1904/05 · 1905/06 · 1906/07 · 1907/08 · 1908/09 · 1909/10 · 1910/11 · 1911/12 · 1912/13 · 1913/14 · 1914/15 · 1915/16 · 1916/17 · 1917/18 · 1918/19 · 
1919/20 · 1920/21 · 1921/22 · 1922/23 · 1923/24 · 1924/25 · 1925/26 · 1926/27 · 1927/28 · 1928/29 · 1929/30 · 1930/31 · 1931/32 · 1932/33 · 1933/34 · 1934/35 · 1935/36 · 1936/37 · 1937/38 · 1938/39 · 1939/40 · 1940/41 · 1941/42 · 1942/43 · 1943/44 · 1944/45 · 1945/46 · 1946/47 · 1947/48 · 1948/49 · 1949/50 · 1950/51 · 1951/52 · 1952/53 · 1953/54 · 1954/55 · 1955/56 · 1956/57 · 1957/58 · 1958/59 · 1959/60 · 1960/61 · 1961/62 · 1962/63 · 1963/64 · 1964/65 · 1965/66 · 1966/67 · 1967/68 · 1968/69 · 1969/70 · 1970/71 · 1971/72 · 1972/73 · 1973/74 · 1974/75 · 1975/76 · 1976/77 · 1977/78 · 1978/79 · 1979/80 · 1980/81 · 1981/82 · 1982/83 · 1983/84 · 1984/85 · 1985/86 · 1986/87 · 1987/88 · 1988/89 · 1989/90 · 1990/91 · 1991/92 · 1992/93 · 1993/94 · 1994/95 · 1995/96 · 1996/97 · 1997/98 · 1998/99 · 1999/00 · 2000/01 · 2001/02 · 2002/03 · 2003/04 · 2004/05 · 2005/06 · 2006/07 · 2007/08 · 2008/09 · 2009/10 · 2010/11 · 2011/12 · 2012/13 · 2013/14 · 2014/15 · 2015/16 · 2016/17 · 2017/18 · 2018/19 · 2019/20 · 2020/21· 2021/22 · 2022/23 · 2023/24 · 2024/25